# Lompirt
Lompirt (węg. Szilágylompért) – wieś w Rumunii, w okręgu Sălaj, w gminie Sărmășag. W 2011 roku liczyła 833 mieszkańców.